# 4. pokrajinski štab Slovenske vojske
4. pokrajinski štab (kratica: 4. PŠTO/4. PŠSV) je bil pokrajinski štab, zadolžen za Južnoprimorsko pokrajino, sprva Teritorialne obrambe Republike Slovenije, nato pa Slovenske vojske, ki je bil aktiven med slovensko osamosvojitveno vojno.

## Zgodovina
PŠTO je bil ustanovljen konec septembra 1990 z reorganizacijo takratne TO RS in MSNZ.
V sklopu preoblikovanja slovenskih oboroženih sil (s sprejetjem Zakona o obrambo 20. decembra 1994) so PŠTO preimenovali v 4. pokrajinski štab Slovenske vojske (PŠSV).
Leta 1998 je bila izvedena nova strukturna reorganizacija Slovenske vojske, s katero je bil ukinjen pokrajinski štab.

## Organizacija
Junij 1991
- 41. območni štab Teritorialne obrambe Republike Slovenije (Cerknica)
- 43. območni štab Teritorialne obrambe Republike Slovenije (Izola)
- 45. območni štab Teritorialne obrambe Republike Slovenije (Sežana)

December 1991
- 41. območni štab Teritorialne obrambe Republike Slovenije (Cerknica)
- 43. območni štab Teritorialne obrambe Republike Slovenije (Izola)
- 45. območni štab Teritorialne obrambe Republike Slovenije (Sežana)
- 47. območni štab Teritorialne obrambe Republike Slovenije (Postojna)

## Poveljstvo
Junij 1991
- poveljnik PŠTO: podpolkovnik Franc Anderlič (? - 30. junij 1991), major Vojko Štembergar (30. junij 1991 - ?)
- načelnik štaba PŠTO: major Vojko Štembergar (? - 30. junij 1991), stotnik 1. razreda Leopold Čuček (v.d.; 30. junij 1991 - ?)
- načelnik operativno učnega odseka: stotnik 1. razreda Leopold Čuček
- načelnik obveščevalnega odseka: stotnik 1. razreda Janko Rutar
- načelnik odseka za organizacijsko mobilizacijske in personalne zadeve: poročnik Bojan Golič Derenčin
- pomočnik za domovinsko vzgojo: višji vodnik 1. razreda Karlo Nanut
- pomočnik za zaledje: stotnik Cveto Kravanja